# Стайлз, Гарри
Га́рри Э́двард Стайлз (также распространён вариант написания «Стайлс»; англ. Harry Edward Styles; род. 1 февраля 1994, Реддитч, Вустершир) — английский певец, автор песен и актёр.
Гарри Стайлз начал свою музыкальную карьеру в 2010 году с участия в шоу The X Factor. После того как Гарри не достиг успеха в отборе вокального конкурса, он вместе с четырьмя другими участниками шоу основал бой-бэнд One Direction, впоследствии ставший одним из самых успешных и продаваемых бой-бэндов всех времён.

## Ранние годы и образование
Гарри Стайлз родился 1 февраля 1994 года в городке Реддитч (Вустершир, Великобритания).
Он проявлял любовь к музыке с детства. Будучи дошкольником, он выучил песню «The Girl of My Best Friend» Элвиса Пресли. Стайлз отмечает его, как человека, повлиявшего на его музыкальное начало. Кроме того, на его творчество особенно повлияли такие исполнители, как Фредди Меркьюри, The Rolling Stones и The Beatles.
Когда ему было семь лет, его родители развелись, и он вместе с сестрой Джеммой остался на воспитании матери, которая с детьми переехала в маленькое местечко Холмс Чапел, находящееся в графстве Чешир. Стайлз тяжело переживал расставание родителей и был очень рад, когда его будущий отчим Робин сделал предложение его матери.
В школе он был солистом своей собственной группы White Eskimo. Они выступали на школьных концертах, в местных клубах и даже выиграли конкурс Battle of the Bands Competition, в котором участвовали местные любительские подростковые коллективы.
После окончания средней школы Стайлз прекратил обучение и начал работать на неполный рабочий день в пекарне, занимаясь развитием своих вокальных способностей.

## Карьера

### The X Factor и One Direction
По совету своей матери 11 апреля 2010 года Гарри Стайлз, так же как и Лиам Пейн, Луи Томлинсон, Найл Хоран и Зейн Малик, пришёл на 7 сезон британского проекта The X Factor. Они не достигли успеха в отборе вокального конкурса и судья Николь Шерзингер предложила конкурсантам объединиться в группу. Гарри придумал для неё название One Direction и вскоре, под руководством их наставника Саймона Коуэлла, они заняли на проекте 3 место. После окончания шоу группа подписала контракт с лейблом Syco Music. В ноябре 2011 года вышел их дебютный альбом Up All Night. Далее группа выпустила ещё четыре альбома: Take Me Home (2012), Midnight Memories (2013), Four (2014) и Made in the A.M. (2015).

### Сольная карьера

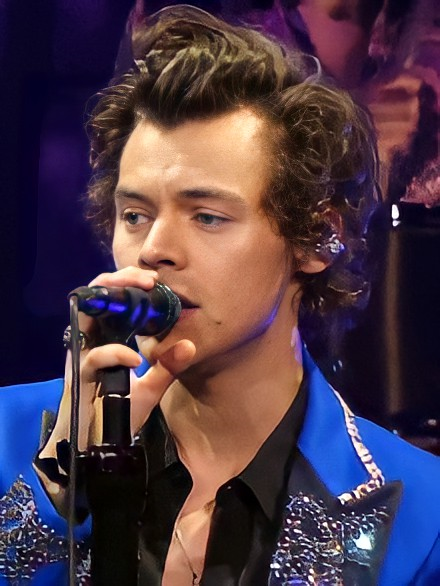
Гарри Стайлз исполняет песню «Woman» во время своего тура Harry Styles: Live on Tour в Нэшвилле, штат Теннесси, США, 12 июня 2018 года

В конце марта 2017 года Стайлз анонсировал свой дебютный сольный сингл под названием «Sign of the Times». Песня была выпущена 7 апреля и возглавила хит-парады в нескольких странах. Музыкальное видео песни, в котором Стайлз летает и ходит по воде, принесло ему награду «Brit Award» в категории «Лучшее британское видео года». Полный альбом «Harry Styles», состоящий из 10 песен, вышел 12 мая.
В декабре 2019 года певец выпустил второй сольный альбом «Fine Line», который включает в себя 12 треков, на четыре из которых записаны видеоклипы. В 2020 году издание Rolling Stone включило «Fine Line» в список 500 величайших альбомов всех времён, расположив альбом Стайлза на 491 месте. На 40-й церемонии вручения наград «Brit Award» Гарри получил номинации в категориях «Лучший британский соло-артист» и «Лучший британский альбом». В 2021 году Национальная академия искусства и науки звукозаписи выдвинула Гарри на получение трёх премий «Грэмми» в категориях «Лучший вокальный поп-альбом» (Fine Line), «Лучшее сольное поп-исполнение» (Watermelon Sugar) и «Лучшее музыкальное видео» (Adore You). По итогам церемонии, прошедшей 14 марта, Гарри получил премию в категории «Лучшее сольное поп-исполнение» (Watermelon Sugar). 11 мая этого же года «Watermelon Sugar» принесла Стайлзу награду «Brit Award» в категории «Лучший британский сингл».
20 мая 2022 года Гарри Стайлз выпустил свой третий сольный альбом «Harry’s House», который состоит из 13 песен. На 65-й церемонии «Грэмми» «Harry’s House» взял премию за лучший альбом года. В феврале 2023 года Стайлз победил в четырёх номинациях премии Brit Awards в Великобритании, включая альбом года, артист года, песня года и лучший поп/R’n’B-исполнитель.

### Актёрская карьера
В начале марта 2016 года стало известно, что Гарри Стайлз исполнит одну из главных ролей в фильме «Дюнкерк» режиссёра Кристофера Нолана. Премьера фильма в России состоялась 20 июля 2017 года.
16 ноября 2019 года Гарри выступил актёром, ведущим и музыкальным гостем в вечерней музыкально-юмористической передаче Saturday Night Live.
Гарри Стайлз появится в роли Эроса, брата Таноса, в сцене после титров картины Хлои Чжао «Вечные». Это станет первым появлением Стайлза и его персонажа в Кинематографической вселенной Marvel. Гарри исполнил главную роль в психологическом триллере Оливии Уайлд «Не беспокойся, дорогая». В настоящее время Гарри Стайлз вместе с Эммой Коррин завершил съёмки в романтической драме Amazon Studios «Мой полицейский», основанной на одноимённом романе 2012 года. Постановщиком фильма выступит Майкл Грандадж.

## Признание
Гарри стал героем фанфика Анны Тодд «После», который был опубликован на портале Wattpad и набрал более 1,5 млн прочтений. Позже издательство Gallery Books выпустило печатную версию романа тиражом 15 млн экземпляров, имя главного героя было изменено на Хардин Скотт. В 2019 году кинокомпания Paramount Pictures выпустила одноимённый фильм по роману с Хиро Файнс-Тиффином и Джозефин Лэнгфорд в главных ролях.

## Публичный имидж, стиль и влияние
В One Direction Стайлз носил узкие джинсы, прозрачные блузки, цветочные принты, яркие костюмы и ботильоны.
В 2014 году начал сотрудничать со стилистом Гарри Ламбертом. В 2016 году он был опубликован на обложке журнала Another Man, после чего Энн Донахью из The Guardian назвала его «искусствоведом», который предлагает «что-то другое, чем демонстративное отсутствие рубашки» и транслирует «верность нишевым мирам искусства и моды, а не стремление к массовой известности».
В 2018 году Гарри начал сотрудничество с итальянским домом моды Gucci. Как сольный артист, Стайлз выбрал розовые костюмы «candyfloss» на заказ, топы с блёстками, атласные клеши с принтом и тяжёлую эстетику от Gucci.1 Эрика Харвуд из Vanity Fair заявила, что Стайлз превратился из «мальчика-бандера» в «ценителя роскошных костюмов», описывая его изменение стиля. Его стиль был отмечен как «яркий», «модный» и «весёлый». Часто использует розовый цвет в одежде.
В 2019 году Стайлз начал носить жилеты-свитера, мешковатые брюки с высокой талией и жемчужные ожерелья, что побудило Джейкоба Галлахера из The Wall Street Journal назвать его «популяризатором мужественного жемчужного ожерелья». Том Ламонт из The Guardian отметил, что некоторые модные решения Стайлза способствовали «важной политической дискуссии о гендерной моде». В 2020 году Стайлз стал первым мужчиной, появившимся в одиночку на обложке Vogue для его декабрьского номера. После выход журнала в свет, Стайлз подвергая критике, так как был одет в женское платье Gucci. Комментируя критику в свой адрес по этому поводу, Стайлз заявил, что «не надевая [что-то], потому что это женская одежда, вы закрываетесь от целого мира великолепной одежды. И я думаю, что самое интересное сейчас в том, что ты можешь носить то, что тебе нравится. Это не обязательно должен быть X или Y. Эти границы становятся все более и более размытыми». В 2022 году платье от Gucci, в котором он появился на обложке журнала, было включено в экспозицию Музея Виктории и Альберта названием «Формирование мужественности: искусство мужской одежды». Несколько других нарядов Стайлза также были выставлены в музеях, включая синий бархатный костюм в Зале славы рок-н-ролла и кожаного костюма в Музее Грэмми в Лос-Анджелесе.
В 2013 году выиграл премию British Style Award на 2013 Fashion Awards.
В 2018 году Стайлз занял четвёртое место в списке 50 самых хорошо одетых мужчин британского журнала GQ, в связи с чем модельер Майкл Корс назвал его «современным воплощением стиля британского рокера: резким, ярким и носящимся с непримиримой развязностью».
Стайлз также занял первое и пятое места в списке «The 50 Fittest Boys» британского Vogue в 2016 и 2017 годах соответственно и был признан «самым сексуальным мужчиной в поп-музыке» в 2016, 2017 и 2018 годах в опросе британской радиосети Capital.
В 2020 году он был признан GQ «самым стильным мужчиной года».
В 2020 году он был признан самым влиятельным человеком в мире моды, по мнению Vogue France.
Стайлза называют не только иконой поп-музыки, но и иконой моды и человеком, оказавшим широкое влияние на моду и стиль в целом.
В 2022 году стало известно, что в 2023 году Техасский государственный университет будет предлагать курс по стилям под названием «Гарри Стайлз и культ знаменитости: идентичность, Интернет и европейская поп-культура».

## Личная жизнь

### Собственность и место жительства
Стайлз делит своё время между двумя домами на севере Лондона, ранее он жил над Сансет-Стрип в Лос-Анджелесе. Он продал свою резиденцию в Лос-Анджелесе, разочаровавшись в городе. Ему также принадлежит пентхаус на Манхэттене. Он жил в доме продюсера Бена Уинстона в Хэмпстед-Хит, Лондон, в течение 20 месяцев в начале его карьеры, пока он искал свой собственный дом.

### Состояние
В мае 2019 года Стайлз занял второе место в богатом списке музыкантов Великобритании в возрасте до 30 лет по версии The Sunday Times с оценочным состоянием в 58 миллионов фунтов стерлингов, ранее заняв третье место в списке предыдущего года с оценочным состоянием в 50 миллионов фунтов стерлингов. Он сохранил своё второе место в списке в 2020 и 2021 годах с оценочным состоянием в 63 миллиона фунтов стерлингов и 75 миллионов фунтов стерлингов соответственном. Он возглавил список в 2022 году, став самым богатым музыкантом в возрасте до 30 лет в Великобритании, его состояние оценивается в 100 миллионов фунтов стерлингов.

### Здоровье и убеждения
Стайлз верит в карму, и когда Челси Хэндлер спросила, верит ли он в Бога, он заявил, что считает себя «более духовным, чем религиозным», и что «наивно говорить, что ничего не существует, и нет ничего выше нас или могущественнее нас». В 2020 году в интервью журналу Vogue Стайлз поделился, что ежедневно занимается пилатесом и медитирует. В том же интервью он сказал Vogue, что придерживается пескатарианской диеты. В 2022 году, когда фанаты начали бросать куриные наггетсы на сцену во время концерта и скандировали, что он должен съесть один, он сказал им: «Я не ем курицу, извините. Я не ем мясо», что принесло ему награду PETA за лучший вирусный момент для животных в 2022 году.
В 2017 году Стайлз подтвердил, что у него полителия, состояние, при котором у человека больше двух сосков. Он также регулярно посещает психотерапию.

### Отношения
С ноября 2011 по январь 2012 года 17-летний Стайлз встречался с телеведущей Кэролайн Флэк; их отношения вызвали споры, поскольку она была на 14 лет старше его.
Позже в 2012 году он недолго встречался с американской певицей и автором песен Тейлор Свифт. Это привело к спекуляциям фанатов и СМИ о том, что они написали песни друг о друге после их расставания.
С 2017 по 2018 год Стайлз состоял в отношениях с франко-американской моделью Камиль Роу, которая стала вдохновительницей его альбома Fine Line.
С января 2021 по ноябрь 2022 года Стайлз состоял в отношениях с актрисой и режиссёром Оливией Уайлд. Rolling Stone в 2022 году отметил, что если Стайлз уже придерживается высоких стандартов, то по мнению некоторых его поклонников его потенциальные партнёры недотягивают до его стандартов.
В 2024 году временно расстался с Тейлор Расселл после года отношений.

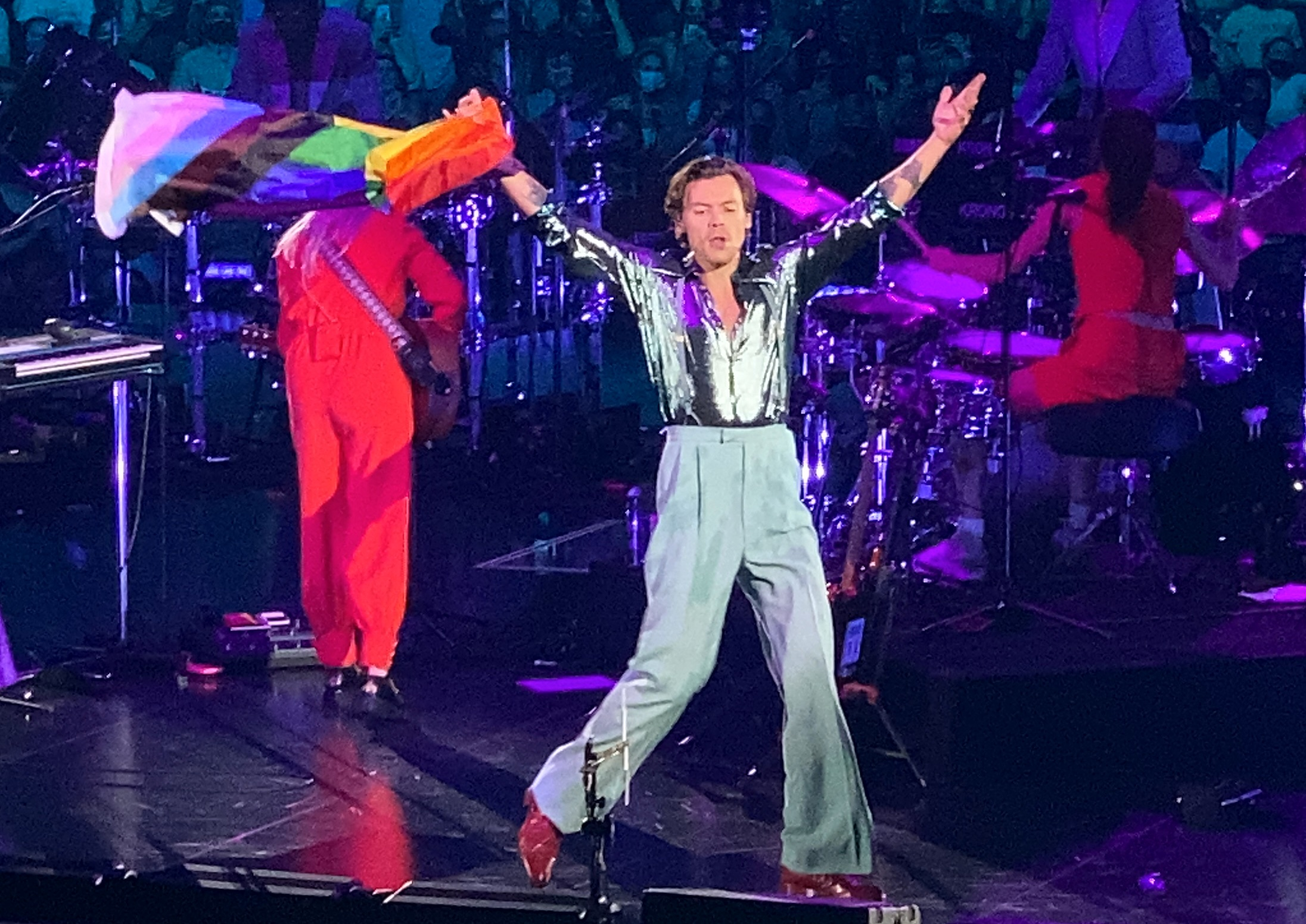
Стайлз с радужным флагом на концерте в Литл-Роке, штат Арканзас, 2021 год

### Сексуальная ориентация
Стайлза неоднократно спрашивали о его сексуальной ориентации в интервью с тех пор, как ему исполнилось 19 лет. Когда в интервью британскому GQ в 2013 году его спросили, был ли он бисексуалом, он ответил: «Бисексуал? Я? Я так не думаю. Я почти уверен, что нет». В 2017 году, когда его спросили, называет ли он свою сексуальность, он ответил: «Нет, я никогда не чувствовал в этом особой необходимости. Я не чувствую, что это то, что я когда-либо чувствовал, что должен объяснять о себе».
Когда The Guardian в 2019 году усомнилась в подлинности его яркого стиля одежды и его предполагаемой сексуальной двусмысленности, он заявил:
Добавляю ли я крупицы сексуальной двусмысленности, чтобы попытаться быть более интересным? Нет.... Что касается того, как я хочу одеваться и какой будет обложка альбома, я склонен принимать решения с точки зрения соавторов, с которыми я хочу работать. Я хочу, чтобы все выглядело определенным образом. Не потому, что это заставляет меня выглядеть геем, или это заставляет меня выглядеть натуралом, или это заставляет меня выглядеть бисексуалом, а потому, что я думаю, что это выглядит круто. И более того, я не знаю, я просто думаю, что сексуальность — это то, что доставляет удовольствие. Честно? Не могу сказать, что я больше об этом думал.Гарри Стайлз в интервью The Guardian, 14 декабря 2019 года

В интервью журналу Better Homes and Gardens в 2022 году Стайлз заявил, что ожидание того, что он должен публично обозначить свою сексуальную ориентацию, «устарело». Он сказал:
Я был действительно откровенен в этом со своими друзьями, но это мой личный опыт; это мое» и «весь смысл того, куда мы должны двигаться, а именно к тому, чтобы принимать всех и быть более открытыми, заключается в том, что это не имеет значения, и речь идет о том, чтобы не навешивать ярлыки на все, не уточнять, какие флажки вы ставитеГарри Стайлз в интервью Better Homes and Gardens, 26 апреля 2022 года

Объятия Гарри Стайлза и Луи Томлинсона на концерте в 2015 году — «ценный момент для теории о Ларри Стайлинсоне»

#### Теория об отношениях с Луи Томлинсоном и «Ларри Стайлинсон»
Отношения между Гарри Стайлзом и Луи Томлинсоном, якобы имеющие место в реальности, а также влияние этой теории на общество, массовую культуру, Интернет и взаимоотношения между людьми в социальных сетях, вызывают широкую дискуссию не только в меда-пространстве, но и в научных кругах, став таким образом предметом научных исследований.
С первых лет существования группы One Direction, часть её фанатов, часто называемых «Larries», придерживалась теории заговора и посвятила себя доказательству того, что Гарри Стайлз и Луи Томлинсон являются тайной парой, которая вынуждена скрываться из-за гомофобной музыкальной индустрии. Такой пейринг получил название «Ларри Стайлинсон» (англ. Larry Stylinson), получившийся от слияния имен Гарри и Луи («Ларри») и фамилий Стайлз и Томлинсон («Стайлинсон»). Учёные Клэр Саутертон и Ханна Макканн из Айовского университета связывают эту фанатскую группу с такими явлениями, как квир-чтение и слэш-фантастика. В 2016 году этот шипперинг был назван «одним из крупнейших элементов фэндома One Direction, который сам по себе является одним из крупнейших фэндомов в Интернете». Теория, в основном распространенная в социальных сетях, привела к Интернет-травле и домогательствам к друзьям, семье и подругам Стайлза и Томлинсона.

## Дискография

### Студийные альбомы
| Название      | Подробности                                                                                  | Высшая позиция в хит-параде | Высшая позиция в хит-параде | Высшая позиция в хит-параде | Высшая позиция в хит-параде | Высшая позиция в хит-параде | Высшая позиция в хит-параде | Высшая позиция в хит-параде | Высшая позиция в хит-параде | Высшая позиция в хит-параде | Высшая позиция в хит-параде | Сертификация                                                                                    |
| Название      | Подробности                                                                                  | UK                          | AUS                         | CAN                         | FRA                         | IRE                         | ITA                         | NZ                          | SWE                         | SWI                         | US                          | Сертификация                                                                                    |
| ------------- | -------------------------------------------------------------------------------------------- | --------------------------- | --------------------------- | --------------------------- | --------------------------- | --------------------------- | --------------------------- | --------------------------- | --------------------------- | --------------------------- | --------------------------- | ----------------------------------------------------------------------------------------------- |
| Harry Styles  | - Релиз: 12 мая 2017 - Лейбл: Columbia Records - Форматы: Загрузка, CD, LP                   | 1                           | 1                           | 1                           | 2                           | 1                           | 2                           | 2                           | 3                           | 3                           | 1                           | - BPI : Платина - ARIA: Платина - FIMI : Платина - MC : Платина - RMNZ: Золото - RIAA : Платина |
| Fine Line     | - Релиз: 13 декабря 2019 - Лейбл: Columbia Records - Форматы: Загрузка, CD, LP               | 3                           | 1                           | 1                           | 36                          | 1                           | 7                           | 1                           | 1                           | 6                           | 1                           | - BPI: Платина - ARIA: Платина - FIMI: Золото - GLF: Платина - RIAA: Платина - RMNZ: 2× Платина |
| Harry’s House | - Релиз: 20 мая 2022 - Лейбл: Columbia Records и Erskine Records - Форматы: Загрузка, CD, LP | —                           | —                           | —                           | —                           | —                           | —                           | —                           | —                           | —                           | —                           |                                                                                                 |

### Синглы
- «Sign of the Times» (2017)
- «Two Ghosts» (2017)
- «Kiwi» (2017)
- «Sweet Creature» (2017)
- «Lights Up» (2019)
- «Adore You» (2019)
- «Falling» (2020)
- «Watermelon Sugar» (2020)
- «Golden» (2020)
- «Treat People with Kindness» (2021)
- «Fine Line» (2021)
- «As It Was» (2022)
- «Late Night Talking» (2022)
- «Music for a Sushi Restaurant» (2022)

## Фильмография
| Год  |    | Русское название             | Оригинальное название                          | Роль                               |
| ---- | -- | ---------------------------- | ---------------------------------------------- | ---------------------------------- |
| 2012 | с  | АйКарли                      | iCarly                                         | играет самого себя                 |
| 2013 | тф | One Direction: Это мы        | One Direction: This is Us                      | играет самого себя                 |
| 2014 | тф | One Direction: Где мы сейчас | One Direction: Where We Are — The Concert Film | играет самого себя                 |
| 2017 | ф  | Дюнкерк                      | Dunkirk                                        | Алекс                              |
| 2017 | с  | Saturday Night Live          | Saturday Night Live                            | Музыкальный гость                  |
| 2019 | с  | Saturday Night Live          | Saturday Night Live                            | Актёр, ведущий и музыкальный гость |
| 2021 | ф  | Вечные                       | Eternals                                       | Эрос                               |
| 2022 | ф  | Не беспокойся, дорогая       | Don’t Worry Darling                            | Джек                               |
| 2022 | ф  | Мой полицейский              | My Policeman                                   | Том Бёрджесс                       |

## Награды и номинации
| Год  | Награда                                    | Категория                                                | Результат |
| ---- | ------------------------------------------ | -------------------------------------------------------- | --------- |
| 2012 | JIM Awards                                 | Hottie of the Year                                       | Номинация |
| 2013 | NME Awards                                 | Villain of the Year                                      | Победа    |
| 2013 | MTV Europe Music Awards                    | Best Look                                                | Победа    |
| 2013 | MTV Millennial Awards                      | Celebridad Sin Filtro En Instagram                       | Победа    |
| 2013 | Nickelodeon Australian Kids' Choice Awards | Aussies' Fave Hottie                                     | Номинация |
| 2013 | Teen Choice Awards                         | Choice Other: Male Hottie                                | Победа    |
| 2013 | Teen Choice Awards                         | Choice Other: Smile                                      | Победа    |
| 2013 | British Fashion Awards                     | British Style Award                                      | Победа    |
| 2014 | JIM Awards                                 | Best Dressed Male                                        | Победа    |
| 2014 | NME Awards                                 | Villain of the Year                                      | Победа    |
| 2014 | Nickelodeon Australian Kids' Choice Awards | Aussies' Fave Hottie                                     | Победа    |
| 2014 | iHeartRadio Music Awards                   | Instagram Award                                          | Номинация |
| 2014 | MTV Italian Music Awards                   | Best Look                                                | Номинация |
| 2014 | Teen Choice Awards                         | Choice Other: Smile                                      | Победа    |
| 2014 | MTV Millennial Awards                      | Global Instagram Star                                    | Номинация |
| 2015 | NME Awards                                 | Villain of the Year                                      | Номинация |
| 2015 | Idler Bad Grammar Awards                   | Good Grammar Award                                       | Победа    |
| 2017 | Teen Choice Awards                         | Choice Breakout Movie Star — Dunkirk                     | Номинация |
| 2017 | Teen Choice Awards                         | Choice Male Artist                                       | Победа    |
| 2017 | Teen Choice Awards                         | Choice Male Hottie                                       | Номинация |
| 2017 | Teen Choice Awards                         | Choice Rock Artist                                       | Победа    |
| 2017 | Teen Choice Awards                         | Choice Song: Male Artist — «Sign of the Times»           | Номинация |
| 2017 | Teen Choice Awards                         | Choice Style Icon                                        | Победа    |
| 2017 | Teen Choice Awards                         | Choice Summer Male Artist                                | Номинация |
| 2017 | Teen Choice Awards                         | Choice Summer Movie Actor — Dunkirk                      | Номинация |
| 2017 | MTV Video Music Awards                     | Best Pop Video — «Sign of the Times»                     | Номинация |
| 2017 | MTV Video Music Awards                     | Best Visual Effects — «Sign of the Times»                | Номинация |
| 2017 | BBC Radio 1’s Teen Awards                  | Best British Solo Artist                                 | Номинация |
| 2017 | Nickelodeon Mexico Kids' Choice Awards     | Favorite International Artist or Group                   | Номинация |
| 2017 | NRJ Music Awards                           | International Breakthrough of the Year                   | Номинация |
| 2017 | Meus Prêmios Nick                          | Favorite International Hit — «Sign of the Times»         | Номинация |
| 2017 | Meus Prêmios Nick                          | Favorite International Music Video — «Sign of the Times» | Номинация |
| 2017 | MTV Europe Music Awards                    | Best Look                                                | Номинация |
| 2017 | ARIA Music Awards                          | Best International Artist                                | Победа    |
| 2017 | BBC Music Awards                           | Artist of the Year                                       | Номинация |
| 2017 | WAFCA Awards                               | Best Acting Ensemble — Dunkirk                           | Номинация |
| 2017 | Critics' Choice Movie Awards               | Best Acting Ensemble — Dunkirk                           | Номинация |
| 2018 | iHeartRadio Music Awards                   | Best Cover Song — «The Chain»                            | Победа    |
| 2018 | iHeartRadio Music Awards                   | Best Music Video — «Sign of the Times»                   | Победа    |
| 2018 | iHeartRadio Music Awards                   | Best Solo Breakout                                       | Номинация |
| 2018 | BRIT Awards                                | British Artist Video of the Year — «Sign of the Times»   | Победа    |